# Erica Jong
Erica Mann Jong (ur. 26 marca 1942 w Nowym Jorku) – amerykańska poetka, powieściopisarka, eseistka, przedstawicielka nurtu feministycznego w literaturze.

## Życiorys
Jej najbardziej znaną powieścią jest sprzedany w 12,5 mln egzemplarzy Strach przed lataniem (1973). W powieściach porusza tematy seksualnego tabu w zachowaniach pomiędzy kobietą a mężczyzną, nie stroni od śmiałych opisów erotycznych, jej twórczość cechuje ironiczne, ostre poczucie humoru. Dla swojego pokolenia ukuła termin "pokolenie odbijanej piłeczki", czego manifestem był wspomniany Strach przed lataniem. 
Jako poetka dała się poznać z sześciu tomików poezji, nagradzanych m.in. prestiżową nagrodą Bess Hokin Prize of Poetry, której laureatką była również Sylvia Plath. Jong jest również autorką książki dla dzieci pt. Megan's Two Houses, która w zamierzeniu miała pomóc dzieciom przetrwać i zrozumieć rozwód rodziców. 
Jej książki przetłumaczono na 27 języków, w tym również na polski.
Ze strony ojca jest pochodzenia polsko-żydowskiego.

## Twórczość

### Powieści
- Fear of Flying (1973, wyd. pol. Strach przed lataniem)
- How to Save Your Own Life (1977, wyd. pol. Jak ocalić swoje życie)
- Fanny, Being the True History of the Adventures of Fanny Hackabout-Jones (1980, wyd. pol. Fanny czyli Historia prawdziwa przygód Fanny Chłostki-Jones)
- Parachutes & Kisses (1984, wyd. pol. Spadochrony i pocałunki)
- Shylock's Daughter (1987, również znana pod tytułem Serenissima; wyd. pol. Serenissima)
- Any Woman's Blues (1990, wyd. pol. Babski blues)
- Inventing Memory (1997, wyd. pol. Pamięć dopisze, 2001)
- Sappho's Leap (2003), wyd. pol. Skok Safony, przekład Łukasz Nicpan

### Poezje
- Fruits & Vegetables (1971, 1997)
- Half-Lives (1973)
- Loveroot (1975)
- At the Edge of the Body (1979)
- Ordinary Miracles (1983)
- Becoming Light: New and Selected (1991)

### Inne
- Witches (1981, 1997, 1999, wyd. pol. Czarownice)
- Megan's Two Houses (1984, 1996)
- The Devil at Large: Erica Jong on Henry Miller (1993, wyd. pol. Diabeł na wolności)
- Fear of Fifty: A Memoir (1994, wyd. pol. Strach przed pięćdziesiątką)
- What Do Women Want? Bread Roses Sex Power (1998, wyd. pol. Czego chcą kobiety? Chleba, róż, seksu i władzy)
- Seducing the Demon: Writing for My Life (2006)